# Milan Paliatka
Milan Paliatka (14. října 1951 Solčany – 29. září 1993 Svätý Jur) byl slovenský fotbalista, obránce.

## Fotbalová kariéra
V československé lize hrál za Inter Bratislava a Duklu Banská Bystrica. Nastoupil ve 124 ligových utkáních a dal 8 gólů. Ve druhé nejvyšší soutěži hrál za Slovan Agro Levice. V Poháru UEFA nastoupil v 6 utkáních.

## Ligová bilance
| Ročník                                      | Zápasy | Góly | Klub                  |
| ------------------------------------------- | ------ | ---- | --------------------- |
| 1. československá fotbalová liga 1975/76    | 30     | 1    | Inter Bratislava      |
| 1. československá fotbalová liga 1976/77    | 28     | 1    | Inter Bratislava      |
| 1. československá fotbalová liga 1977/78    | 13     | 3    | Dukla Banská Bystrica |
| 1. československá fotbalová liga 1978/79    | 10     | 1    | Dukla Banská Bystrica |
| 1. československá fotbalová liga 1979/80    | 19     | 1    | Inter Bratislava      |
| 1. československá fotbalová liga 1980/81    | 23     | 1    | Inter Bratislava      |
| 1. československá fotbalová liga 1981/82    | 1      | 0    | Inter Bratislava      |
| 1. slovenská národní fotbalová liga 1982/83 | 15     | 1    | Slovan Agro Levice    |
| 1. slovenská národní fotbalová liga 1983/84 | 22     | 0    | Slovan Agro Levice    |
| CELKE 1. liga                               | 124    | 8    |                       |